# 居住正義 (電影)
是一部2014年美國劇情電影，由拉敏·巴赫拉尼執導並和阿米爾·納達里共同編劇，安德魯·加菲爾德、麥可·夏儂和蘿拉·鄧恩主演。電影入圍第71屆威尼斯影展正式競賽片，並贏得維托里奧威尼斯影展大獎最佳電影。後於2014年特柳賴德影展和多倫多國際電影節的特別節目組展出。美國於2015年9月25日在限定地區上映，而台灣原定2015年12月4日上映，在取消一段時間後，宣布於2016年4月22日上映。

## 劇情
單身父親丹尼斯在不景氣的環境下努力工作，全家人卻遭腐敗的房地產仲介卡佛趕出家門；丹尼斯和卡佛達成協議，讓自己替他工作成為驅逐令執行人，這也讓丹尼斯掙扎是否為現實低頭還是去維護和自己命運相同的老百姓們....。

## 演員
- 安德魯·加菲爾德 飾演 丹尼斯·奈許（Dennis Nash）
- 麥可·夏儂 飾演 瑞克·卡佛（Rick Carver）
- 蘿拉·鄧恩 飾演 琳恩·奈許（Lynn Nash）
- 諾亞·魯麥斯（英语：Noah Lomax） 飾演 康納·奈許（Connor Nash）
- 提姆·吉尼 飾演 法蘭克·葛林（Frank Greene）
- 克蘭西·布朗 飾演 Mr. Freeman
- Cynthia Santiago 飾演 Mrs. Greene
- 馬努·那拉揚（英语：Manu Narayan） 飾演 Khanna
- 庫倫·莫斯（英语：Cullen Moss） 飾演 Bill
- Nadiyah Skyy 飾演 Tamika

## 評價
本片獲得了正面的評價，主要稱讚敘事和演員們的精湛演技。爛番茄新鮮度90%，Metacritic得分75（滿分100），好評居多。

## 榮譽
- 阿布扎比影展
  - 提名-黑珍珠獎最佳敘事性特點：拉敏·巴赫拉尼
- 第71屆威尼斯影展
  - 維托里奧威尼斯影展大獎最佳電影：拉敏·巴赫拉尼
  - SIGNIS獎-榮譽獎：拉敏·巴赫拉尼
  - 提名-金獅獎：拉敏·巴赫拉尼
- 提名-獨立精神獎最佳男配角：麥可·珊農
- 提名-金球獎最佳電影男配角：麥可·珊農
- 提名-評論家選擇獎最佳男配角：麥可·珊農
- 提名-美國演員工會獎最佳男配角：麥可·珊農
- 洛杉磯影評人協會獎最佳男配角：麥可·珊農
- 舊金山影評人協會獎最佳男配角：麥可·珊農
- 提名-鳳凰城影評人協會獎最佳男配角：麥可·珊農

## 外部連結
- 官方网站
- 互联网电影数据库（IMDb）上《99 Homes》的资料（英文）
- Metacritic上《99 Homes》的資料（英文）
- 爛番茄上《99 Homes》的資料（英文）
- Box Office Mojo上《99 Homes》的資料（英文）
- 99 Homes